# Neferkara Nebi
Neferkara Nebi (fl. XXII secolo a.C.) è stato un faraone appartenente alla VIII dinastia egizia.

## Biografia
L'unica delle liste reali che riporta i nomi dei sovrani che formano l'VIII dinastia è quella di Abido, in cui Neferkara Nebi occupa posto n. 43. Il Canone Reale è danneggiato e del tutto illeggibile proprio nella parte che dovrebbe contenere i sovrani di questa dinastia.
Come per altri sovrani di questa dinastia e delle dinastie IX e X è possibile che Neferkara Nebi abbia regnato solamente su parte dell'Egitto e contemporaneamente con altri dinasti.
Il nome di questo sovrano compare su un montante di porta nella piramide di Iput, grande sposa reale di Teti, nella forma
| ra | nfr | kA |

| ra | nfr | kA |

| ra | nfr | kA |

| ra | nfr | kA |

Neferkara
Il nome compare anche sul sarcofago della regina Ankhesenpepi, fatto che ha portato ad ipotizzare che possa trattarsi di un figlio di Pepi (II).

## Liste Reali
| ra | nfr | kA | nb | b | i | i |

| ra | nfr | kA | nb | b | i | i |

| ra | nfr | kA | nb | b | i | i |

| ra | nfr | kA | nb | b | i | i |

| ra | nfr | kA | nb | b | i | i |

| ra | nfr | kA | nb | b | i | i |

| ra | nfr | kA | nb | b | i | i |

| ra | nfr | kA | nb | b | i | i |